# لاپاز (بولیوی)
لاپاز (به اسپانیایی: La Paz) پایتخت سیاسی و دولتی بولیوی و نیز مرکز تجاری، اداری و محل سفارت‌خانه‌ها و دفاتر اصلی کمپانی‌ها و شرکت‌های مختلف در بولیوی است. در سال ۲۰۲۰، شهر لاپاز در حدود ۸۱۶۰۰۰ نفر جمعیت دارد. این شهر سومین شهر پرجمعیت بولیوی بعد از سانتا کروس و ال‌ آلتو است. لاپاز همچنین با ۳٬۶۵۰ متر (۱۱٬۹۷۵ فوت) بالاتر از سطح دریای آزاد تحت عنوان مرتفع‌ترین پایتخت کره زمین در فهرست پایتخت‌های جهان بر اساس ارتفاع ثبت شده است.

## تاریخچه
این شهر در سال ۱۵۴۸ به وسیله آلونسو دو مندوزا در محل اسکان بومیان آمریکایی به نام چوکوئیاگو بنا نهاده شد که نام کامل آن اساساً «Nuestra Senora de La Paz» (یعنی «بانوی آرام ما) می‌باشد.
این نام یادآور حفظ آرامش در پی قیام گنزالو پیزارو و فاتحان دو شورش علیه بلاسکو نیونیز ولا، اولین نایب السلطنه پرو بوده‌است.
در سال ۱۸۲۵، پس از پیروزی قاطع جمهوری‌خواهان آیاکوچو بر ارتش اسپانیا در راستای جنگ‌های استقلال در آمریکای جنوبی، نام کامل این شهر به La Paz de Ayacucho (یعنی آرامش آیاکوچو) تغییر داده شده‌است.
در سال ۱۸۹۸، لاپاز به جایگاه «غیر رسمی» حکومت ملی تبدیل شد، در حالی که شهر سوکره تنها به عنوان پایتخت اسمی باقی ماند. این تغییر موجب جابجایی اقتصادی بولیوی از استخراج معادن در پوتوسی به بهره‌برداری از معادن قلع در نزدیک ناحیه اورورو شده، و در نتیجه قدرت اقتصادی و سیاسی در میان بسیاری از ثروتمندان کشور توزیع گردید.

## جغرافیا
لاپاز در داخل دره عمیق رود چوکویاپو در یک جلگه مرتفع به ارتفاع ۳۶۰۰ متر (۱۱،۸۱۱ فوت) واقع شده‌است.
در مجاورت لاپاز شهر ال آلتو قرار دارد که فرودگاه بین‌المللی ال آلتو در آن واقع شده‌است. خطوط ارتباطی ترابری بین دو شهر در سالهای اخیر بهبود یافته‌است.

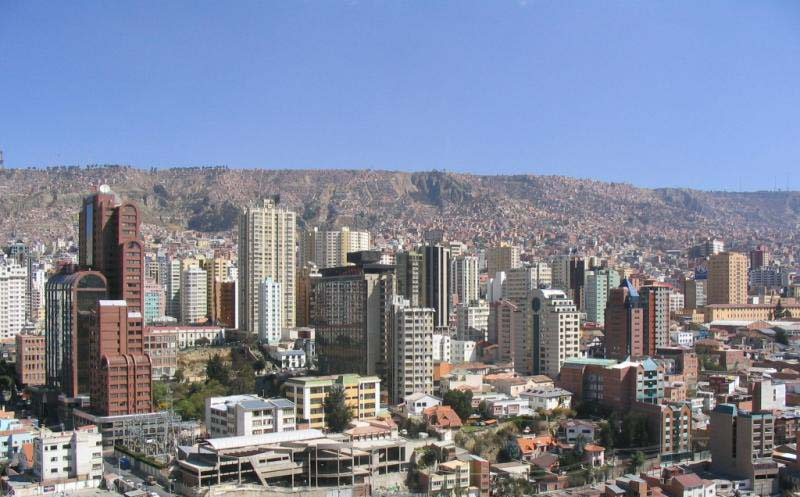
افق هوایی لاپاز

این شهر در موقعیت جغرافیایی '۳۰ °۱۶ جنوبی، و '۸ °۶۸ غربی قرار گرفته‌است. (۱۳۳۳/۶۸- ۵/۱۶-) نام آن در زبان انگلیسی به «بانوی آرام ما» ترجمه شده‌است.
لاپاز به دلیل بازارهای منحصر به فرد، ویژگی‌های جغرافیایی غیرعادی، و فرهنگ سنتی‌اش مشهور است و این شهر پایتخت کشوری است که اغلب از آن به‌عنوان «تبت کشورهای آمریکایی» یاد می‌شود. لاپاز مرتفع‌ترین پایتخت جهان است و موطن بزرگ‌ترین میدان بازی گلف جهان می‌باشد.
جاده اصلی که از لاپاز به یونگاس می‌رود به‌عنوان 'خطرناک‌ترین جاده جهان' خوانده می‌شود. این جاده با تنها ۵۰ مایل طول سالانه صدها نفر مصدوم به دنبال خود دارد.